# Des Allemands
Des Allemands es un lugar designado por el censo ubicado en la parroquia de St. Charles en el estado estadounidense de Luisiana. En el Censo de 2010 tenía una población de 2505 habitantes y una densidad poblacional de 79,04 personas por km².

## Geografía
Des Allemands se encuentra ubicado en las coordenadas 29°48′51″N 90°28′11″O / 29.81417, -90.46972. Según la Oficina del Censo de los Estados Unidos, Des Allemands tiene una superficie total de 31.69 km², de la cual 25.74 km² corresponden a tierra firme y (18.79%) 5.95 km² es agua.

## Demografía
Según el censo de 2010, había 2505 personas residiendo en Des Allemands. La densidad de población era de 79,04 hab./km². De los 2505 habitantes, Des Allemands estaba compuesto por el 83.63% blancos, el 12.97% eran afroamericanos, el 0.68% eran amerindios, el 0.08% eran asiáticos, el 0.04% eran isleños del Pacífico, el 0.64% eran de otras razas y el 1.96% pertenecían a dos o más razas. Del total de la población el 2.48% eran hispanos o latinos de cualquier raza.